# Вологодский троллейбус
Волого́дский тролле́йбус — троллейбусная система города Вологды. Открытие троллейбусного движения состоялось 30 декабря 1976 года. Перевозку пассажиров с апреля по 31 декабря 2019 года осуществляло ООО «ВологдаЭлектротранс»(ВЭТ) . Перевозку пассажиров с 1 января 2020 года осуществляет МУП «ПАТП-1».

## История
История возникновения троллейбусного сообщения в Вологде напрямую связана с появлением в областном центре подшипникового завода ПЗ-23. Завод был построен в значительном удалении от жилых районов, в связи с чем возникла необходимость в решении проблемы с общественным транспортом.
В 1974 году заводом было построено троллейбусное депо, являвшееся структурным подразделением ГПЗ-23, и 30 декабря 1976 года по маршруту «ГПЗ — центр» прошёл первый троллейбус.
В 1980 году троллейбусное депо было реорганизовано в муниципальное Вологодское троллейбусное управление, после чего в Вологде начали появляться новые троллейбусные маршруты.
В 1988 году Вологодское троллейбусное управление было реорганизовано в многоотраслевое производственное объединение «Вологдаэлектротранс».
В декабре 1992 года по инициативе трудового коллектива муниципального предприятия «Вологдаэлектротранс» Вологодский городской Совет народных депутатов принял решение об акционировании и приватизации троллейбусного предприятия. 16 февраля 1993 года в Вологде было официально зарегистрировано акционерное общество открытого типа «Вологдаэлектротранс».
С 2003 года по причине плохого качества асфальтового покрытия на одной из улиц движение по маршруту № 6 не осуществлялось. Движение вновь было открыто с 12 января 2009 года после приведения в порядок улицы Первомайской. На маршруте было три машины, интервал движения составлял 10 минут, оборотный круг — полчаса.

### 2010-е годы
По состоянию на апрель 2010 г. машины по маршруту № 6 вновь не ходят.
С 17 мая 2013 года началась опытная эксплуатация нового троллейбусного маршрута № 3А: ВПЗ — Окружное шоссе — Ленинградская ул. — Октябрьская ул. — ул. Герцена — ул. Маршала Конева — Архангельская ул. Участок маршрута от остановки «Рабочая улица» до конечной остановки «Архангельская улица» — на автономном ходу. На маршруте работает троллейбус ВМЗ-5298.01 «Авангард», бортовой номер «08».
В декабре 2013 года отменён маршрут № 3 по причине низкого пассажиропотока и задублированности автобусами.
В сентябре 2014 года было закрыто движение троллейбуса по маршруту № 3А: ВПЗ — Архангельская ул. С 13 сентября изменяется движение троллейбусов маршрута № 2, троллейбусы будут следовать от остановки «Льнокомбинат» по Козленской ул., совершая поворот на ул. Герцена через транспортную развязку, а не как прежде — по ул. Левичева. Это даст возможность делать остановку на Рабочей ул. А остановки на Козленской ул. (бывший «Прогресс») и ул. Левичева отменяются.
В конце 2015 года «Вологдаэлектротранс» признан банкротом, что может в любой момент повлечь за собой прекращение движения троллейбусов и замену их на автобусы. В частности, с 14 декабря начал работу автобусный маршрут № 14, полностью дублирующий маршрут троллейбуса № 4.
Согласно первому публичному заявлению городских властей, троллейбус в Вологде будет сохранён.
С марта 2016 года предприятие перешло из частной собственности в муниципальную. ОАО «Вологдаэлектротранс» закрыто. Открыто новое муниципальное предприятие — ООО «Трансвод», которое с 1.03.2016 г. по 31.12.16 г. будет заниматься управлением троллейбусного парка. Отменена скидка на проезд по дисконтной карте. Стоимость проезда с 1.03. за наличный расчет — только 25 рублей. Также закрыто движение троллейбусов по маршруту № 5 «Вокзал — Бригантина».
В январе 2017 года 3 троллейбуса «Авангард» были проданы за 1,1 млн рублей обратно заводу, а в апреле частное лицо приобрело здание диспетчерской за 4,5 млн рублей.
21 августа 2017 года состоялась сделка по продаже 9 кабельных линий и 33 троллейбусов ООО «ПАТП № 1» за 4,7 млн рублей.
С 16 апреля 2018 года закрываются маршруты 1 и 2. В городе остаётся последний маршрут, под номером 4.
26 июля 2019 года контактную сеть и тяговые подстанции — продали на аукционе. Новым владельцем данного имущества стало АО «Транс-Альфа».
В декабре 2019 года «Мосгортранс» бесплатно передал Вологде 15 троллейбусов ЗиУ-682ГМ1.
В конце декабря 2019 года контактная сеть, тяговые подстанции и земельные участки под ними — переданы муниципалитету на безвозмездной основе.

### 2020-е годы
С 4 апреля 2020 года, в связи с карантинными мероприятиями в городе, троллейбусное движение фактически полностью прекращено. Взамен троллейбусов, пущены автобусы под маршрутным номером «4T».
C 1 августа 2020 года троллейбусный маршрут № 4 восстановлен. Выпуск осуществляется, в основном, троллейбусами ЗиУ-682ГМ1. Средний интервал движения — 7-12 минут.
В июне 2021 года проведены работы по монтажу контактной сети для левого поворота с улицы Горького на улицу Чернышевского для дальнейшей организации кольцевого маршрута
В августе за счет средств городского бюджета на условиях лизинга закуплены 3 новых троллейбуса ВМЗ-5298.01 «Авангард» с увеличенным автономным ходом. Машины вышли на обкатку на временные троллейбусные маршруты (см. ниже).
| 18.08.2021 | Открыта ежедневная тестовая эксплуатация трёх троллейбусных маршрутов, по следующему расписанию: - № 1 «ВПЗ — Вокзал». Отправка с остановки "ВПЗ": 10:35, 11:45, 12:55, 14:05*. Отправка с остановки: "Вокзал": 10:00, 11:10, 12:20, 13:30 - № 3 «ВПЗ — Архангельская улица». Отправка с остановки "ВПЗ": 11:07, 12:38, 14:08*. Отправка с остановки "Архангельская улица": 10:22, 11:54, 13:25 - № 5 «Вокзал — улица Горького — Вокзал». Отправка с остановки "Вокзал": 10:00, 10:30, 11:00, 11:30, 12:00, 12:30, 13:00, 13:30, 14:00*. Знаком * отмечены рейсы в депо. |

1 сентября прекращена тестовая эксплуатация троллейбусного маршрута №3, 20 сентября — маршрутов № 1, 5.
В июле 2022 года троллейбусное депо продано.
31 октября состоялась презентация новой маршрутной сети. В ней планируется запуск троллейбусного маршрута №1 «ВПЗ – Вокзал».
В июне 2024 года распространили дез. информацию. Якобы выдано требование нового собственника депо, адресованное сотрудникам троллейбусного парка освободить территорию от оставшихся машин и оборудования. Но власти опровергли данную новость.

## Маршруты
| Маршрут                           | № 4. Областная детская больница — Бригантина | №1 ВПЗ- Вокзал |
| --------------------------------- | --- | --- |
| Путь следования                   | - Пошехонское шоссе - пл. Бабушкина - ул. Мира - ул. Чернышевского | ВПЗ Рынок на Окружном Гостиница Вологда Вокзал |
| Остановки                         | - Областная детская больница - Больничный комплекс - Бывалово - Ул. Ярославская (В сторону Областной детской больницы ) - Молкомбинат - Улица Можайского - Вокзал (в сторону Магазина «Бригантина») - Гостиница «Вологда» - Стадион «Динамо» - Центр (в сторону Бригантины) - Проспект Победы - Улица Гоголя - Улица Карла Маркса - Дом творчества (в сторону Областной детской больницы) - Улица Лаврова (в сторону Бригантины) - Заречье (в сторону Областной детской больницы) - Бригантина | Вокзал Вологда Гостиница Вологда Стадион Динамо Мира ТЮЗ Кирова Гончарная Петина Ярославская Костромская Псковская Вологдаэлектротранс Гагарина ПУ-28 ВПЗ |
| Протяженность оборотного маршрута | 14.3км | 8 км |
| Время оборотного рейса            | 58 мин. | 39 мин. |
| Интервал движения                 | 5-20 мин. | 30 мин |

## Подвижной состав[5]
По состоянию на 27.02.2025 эксплуатируются:
| Троллейбус                             | Количество машин | На линии |
| -------------------------------------- | ---------------- | -------- |
| ВМЗ-5298.01                            | 24               | 15       |
| ЗиУ-682ГМ1 (с широкой передней дверью) | 1                | 0        |
| Всего                                  | 25               | 15       |

## Развитие
Последняя новая линия была открыта в 1999 году на Пошехонском шоссе на участке от Больничного комплекса до Окружного шоссе. Вследствие того, что трасса проходит по малозаселённому району, движение троллейбусов по ней было вскоре прекращено. В конце 2012 года восстановлено движение 4 маршрута до Областной детской больницы и создано соответствующее разворотное кольцо напротив больницы. Существовали планы продления этой линии по Окружному шоссе в район ПЗ и 5 микрорайон, а также строительство новых линий в 6 микрорайон, к улице Петрозаводской, по ул. Конева в 5 микрорайон, по Ярославской ул., на Дальнюю ул., в микрорайоны Станкозавода и Лукьяново.
В последние годы[когда?] были проведены значительные работы по замене контактной сети, установке скоростных стрелок и пересечений. По сей день продолжаются работы по замене кривых держателей и секционных изоляторов. На четырёх троллейбусах, спустя продолжительное время, вновь работает автоматизированная система объявления названий остановочных пунктов и прочей справочной информации.
В 2013 году на большую часть троллейбусов установили штанговые турникеты — для автоматизированной оплаты проезда.
В мае 2013 г. появился экспериментальный маршрут № 3А: ВПЗ — Архангельская ул. От ул. Беляева до Архангельской ул. — троллейбус следует без использования контактной сети, на основе аккумуляторов. Если эксперимент удастся — такие троллейбусы обещают запустить в отдалённые районы города. В эксперименте участвует троллейбус Вологодского производства.
С 13 сентября изменяется движение троллейбусов маршрута № 2, троллейбусы будут следовать от остановки «Льнокомбинат» по Козленской ул., совершая поворот на ул. Герцена через транспортную развязку, а не как прежде — по улице Левичева. Это даст возможность делать остановку на Рабочей ул. А остановки на Козлёнской ул. (бывший «Прогресс») и улице Левичева отменяются.
С конца 2017 года смонтирован поворот к остановке у торгового центра «Простор» (по направлению в сторону ВПЗ).
С 16 апреля 2018 года закрываются маршруты 1 и 2. На оставшемся, единственном маршруте в городе, под номером 4 будет уменьшен интервал движения.
4 апреля 2020 года Администрацией города и «ПАТП-1» была подана заявка в Минтранс на приобретение в лизинг нового подвижного состава, в количестве 16 единиц, что позволит восстановить маршруты № 1 и № 2.
13 января 2021 года, согласно статье областной газеты «КРАСНЫЙ СЕВЕР» (статья от 13.01.2021), стало известно, что администрацией города подана повторная заявка в Минтранс на приобретение в лизинг новых троллейбусов, а также переносе планов по восстановлению троллейбусного маршрута № 1 до 2025 года.
19 февраля 2021 года, Сергей Александрович Воропанов (мэр города), во время онлайн-отчёта, пообещал к 2023 году два новых маршрута, к уже существующему маршруту № 4. Маршрут № 3 будет курсировать от кольца, трассы М8, по улицам: Конева, Герцена, Ленинградской, Окружному шоссе до «ВПЗ». Но так-как контактная сеть имеется только до улицы Беляева, необходимо будет её достроить. Кольцевой маршрут № 5. Будет следовать: от железнодорожного вокзала, по улицам: Зосимовская, Горького, Чернышевского, Мира.
В течение июня и июля 2021 года проводятся работы по изменению конфигурации контактной сети для организации кольцевого маршрута, а также её ремонт по улице Герцена.
В течение августа 2021 года запущено тестирование новых трёх троллейбусов ВМЗ-5298.01 «Авангард», купленных в лизинг Администрацией города и трёх маршрутов с бесплатным проездом. Тестовые маршруты были разработаны Департаментом городского хозяйства Вологды:
- № 1 «ВПЗ — Вокзал»;
- № 3 «ВПЗ — Архангельская»;
- № 5 «Вокзал — Горького — Вокзал»;

Троллейбусы ездят с 10:00 до 14:00. На них есть табличка «Проезд бесплатный». Участки, где нет контактной сети, троллейбусы проезжают на автономном ходу.
С 1 сентября 2021 года завершилась эксплуатация тестового маршрута № 3, сообщил мэр Вологды во время прямого эфира. Маршрут № 3 полностью дублирует автобусный маршрут № 48 с интервалом 8-15 минут.
C 20 сентября 2021 года завершилась эксплуатация тестовых маршрутов №№ 1, 5. Троллейбусы с этих маршрутов переведены на маршрут № 4.
В ноябре 2022 была проведена конференция на которой рассказали про развитие общественного транспорта. В 2023 году планируется восстановить маршрут троллейбуса № 1.
В феврале 2024 года поступил долгожданный новый троллейбус ВМЗ-5298.01 «Авангард», маршрут № 1 так и не был восстановлен, планируется поставка 20 Петербургских б/у троллейбусов для поддержки движения и восстановления старых маршрутов.
15 декабря 2024 года открыто движение по маршруту №1 Вокзал — ВПЗ. На линии работает 3 машины с автономным ходом.